# تپه زنگی‌آباد
تپه زنگی آباد مربوط به دوره مادها- دوره هخامنشی - دوره اشکانیان است و در شهرستان تویسرکان، بخش قلقل رود، روستای طاهر آباد واقع شده و این اثر در تاریخ ۲۴ اسفند ۱۳۸۳ با شمارهٔ ثبت ۱۱۴۱۳ به‌عنوان یکی از آثار ملی ایران به ثبت رسیده است.